# Quake and brook
quake and brook（クウェイク・アンド・ブルック）はthe band apartのセカンドアルバムである。

## 収録曲
1. coral reef
2. my world
3. from resonance
4. M.I.Y.A.(タイトルの由来は宮下というスタッフ)
5. night light
6. forget me nots
7. violent penetration
8. higher
9. quake and brook
10. real man's back

## 内容
CDエクストラとして「FUEL」「higher」のミュージック・ビデオが収録されている。レーベルメイトであるMOCK ORANGEのメンバーがライナーノーツを手掛けている。

### シングルでリリースされた曲
- RECOGINIZE epに「higher」が収録されている。
- マキシシングルDANIELS E.P.（限定盤）でMOCK ORANGEが「coral reef」をカバーしている。